# Battaglione Zośka
Il battaglione Zośka fu un battaglione dell'Armia Krajowa durante la seconda guerra mondiale composto principalmente dai boy scout paramilitari delle Schiere grigie. Fu formato alla fine di agosto 1943 e svolse un ruolo importante nella rivolta di Varsavia del 1944. Zośka prende il nome da Tadeusz Zawadzki, militare dell'Armia Krajowa ucciso durante un'azione partigiana.

## Storia
Il battaglione si formò alla fine di agosto 1943 all'interno del Gruppo Radosław, combattendo nel distretto di Wola e nel distretto Starówka, dove permisero alla compagnia "Rudy" di sfondare verso il centro della città attraverso i Giardini Sassoni, azione che alla fine fallì. Dopo aver catturato due carri armati Panzer il 2 agosto, fu formato un plotone corazzato sotto il comando di Wacław Micuta. Il battaglione fu decorato con l'Ordine dei Virtuti Militari.

### Liberazione del campo di concentramento "Gęsiówka"
I combattenti del Zośka liberarono i prigionieri del campo di concentramento di Gęsiówka nell'agosto 1944 da morte certa: i 383 prigionieri, uomini e donne inclusi 348 ebrei, rimasero a Gęsiówka per assistere alla distruzione delle prove dello sterminio. La maggior parte di questi sopravvissuti si unì all'unità Zośka e combatté nella rivolta di Varsavia.
Altri famosi battaglioni dell'Armia Krajowa furono: Miotła, Czata, Pięść e il Battaglione Parasol. Tra il 1944 e il 1956, tutti gli ex membri del Battaglione Zośka furono incarcerati nelle carceri sovietiche dell'NKVD.

## Combattenti di spicco del battaglione
- Krzysztof Kamil Baczyński
- Roger Barlet
- Ryszard Białous
- Andrzej Cielecki
- Lidia Daniszewska
- Aleksy Dawidowski
- Juliusz Bogdan Deczkowski
- Jerzy Gawin
- Jerzy Jagiełło (porucznik)
- Jacek Karpiński
- Tadeusz Kosudarski
- Jan Kopałka
- Andrzej Łukoski
- Henryk Kozłowski
- Zygmunt Kujawski
- Wacław Micuta
- Tadeusz Maślonkowski
- Wiktor Matulewicz
- Krystyna Niżyńska
- Konrad Okolski
- Jerzy Ossowski
- Jerzy Pepłowski
- Jan Rodowicz
- Eugeniusz Romański
- Andrzej Romocki
- Jan Romocki
- Jan Rossman
- Eugeniusz Stasiecki
- Tadeusz Sumiński
- Anna Wajcowicz
- Kazimierz Wasiłowski
- Jerzy Weil
- Jan Wuttke
- Anna Zakrzewska
- Jan J. Więckowski

## Comandanti durante la rivolta di Varsavia
| Ordine di battaglia | Ordine di battaglia                                                    | Ordine di battaglia |
| Comandante | Comandante in seconda                                                  | Ufficiali del quartier generale |
| Leadership durante la rivolta di Varsavia | Leadership durante la rivolta di Varsavia                              | Leadership durante la rivolta di Varsavia |
| --- | ---------------------------------------------------------------------- | --- |
| por. kpt. "Jerzy" Ryszard Białous | kpt. hm. "Piotr Pomian" Eugeniusz Stasiecki †                          | por. "Szczerba" Jerzy Berowski † por. "Jurek TK" Jerzy Pepłowski † por. "Xen" Bolesław Stańczyk por. "Brzechwa" Roman Grzybowski ks. "Ojciec Paweł" Józef Warszawski |
| 1ª Compagnia "Matek" |                                                                        | |
| por. phm. "Blondyn" Andrzej Łukoski † |                                                                        | ppor. "Kmita" Henryk Kozłowski † ppor. "Skalski" Tadeusz Schiffers †                                                                                                 |
| 1º Plotone "Wlodek" |                                                                        | |
| por. "Tyka" Jerzy Golnik † |                                                                        | |
| 2º plotone |                                                                        | |
| ppor. "Skalski" Tadeusz Schiffers † |                                                                        | ppor. "Poraj" Stefan Kowalewski † |
| 3º plotone |                                                                        | |
| ppor. "Zagłoba" Andrzej Sowiński plut. pchor. "Marian" Marian Bielicki † |                                                                        | sierż. pchor. "Borsuk" Wiesław Brauliński † |
| 4º plotone |                                                                        | |
| ppor. phm. "Kindżał" Leszek Kidziński † |                                                                        | |
| 2ª Compagnia "Rudy" |                                                                        | |
| plut. pchor. ppor. por. kpt. "Morro" Andrzej Romocki † plut. pchor., ppor. "Drogosław" Jan Więckowski | por. "Florian" Jerzy Jagiełło †                                        | |
| 1º Plotone "Sad" |                                                                        | |
| por. phm. "Jerzyk" Jerzy Weil † |                                                                        | ppor. "Sielakowa" Jacek Majewski † |
| 2º Plotone "Alek" |                                                                        | |
| ppor. phm "Kołczan" Eugeniusz Koecher † ppor. phm. "Maryśka" Jan Jaworowski † ppor. phm. "Mały Jędrek" Andrzej Makólski † st. sierż. "Kolka" Czesław Nantel † por. phm. "Xiąże" Andrzej Samsonowicz † ppor. phm. "Lolek" Leonard Pecyna † |                                                                        | |
| 3º Plotone "Felek" |                                                                        | |
| por. phm. "Kuba" Konrad Okolski † por. phm. "Słoń" Jerzy Gawin † |                                                                        | |
| 3ª Compagnia "Giewont" |                                                                        | |
| por. hm. "Giewont" Władysław Cieplak † | ppor. phm. "Czarny Jaś" Jan Wuttke † ppor. hm. "Tadeusz" Jan Kubacki † | |
| 1º Plotone |                                                                        | |
| ppor. hm. "Howerla" Stanisław Kozicki † |                                                                        | |
| 2º Plotone |                                                                        | |
| ppor. "Michał" Michał Glinka |                                                                        | |
| Plotone femminile "Olenka" |                                                                        | |
| sanit. "Zosia Duża" Zofia Krassowska † |                                                                        | |
| Plotone di carri armati "Wacek" |                                                                        | |
| por. kpt. "Wacek" hm. Wacław Micuta |                                                                        | |
| Plotone "Collegio A" |                                                                        | |
| ppor. "Śnica" Bolesław Górecki |                                                                        | |

## Galleria d'immagini

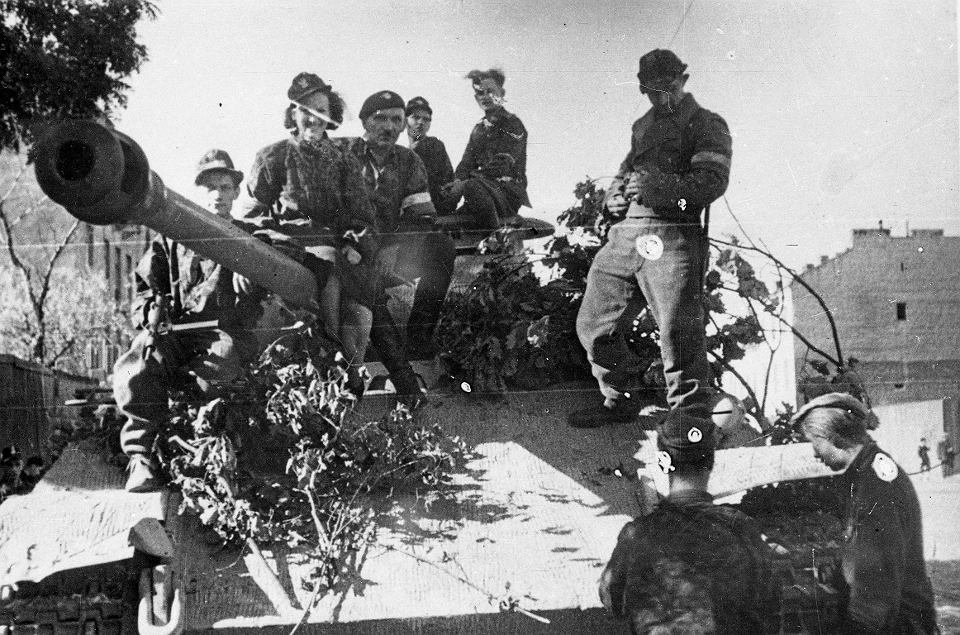
Carro armato Panzer tedesco catturato - plotone corazzato del battaglione Zośka sotto il comando di Wacław Micuta
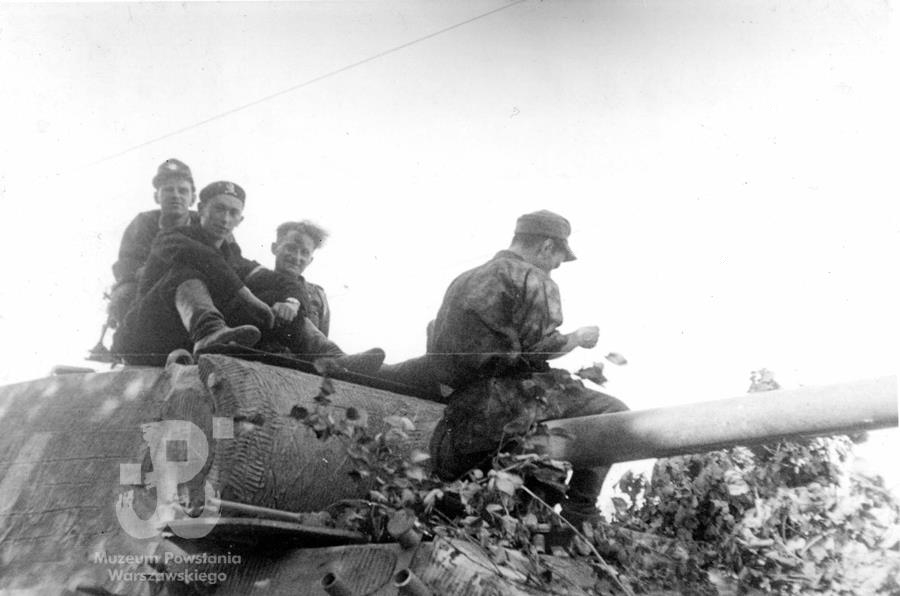
Carro armato catturato
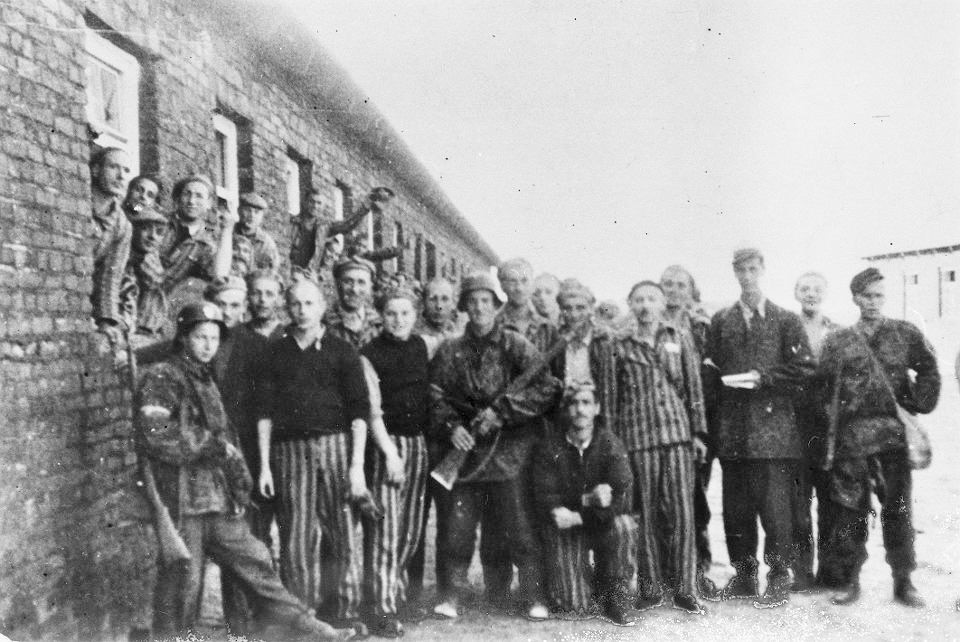
Prigionieri di Gęsiówka e combattenti di Zośka dopo la liberazione del campo di Gęsiówka nell'agosto 1944
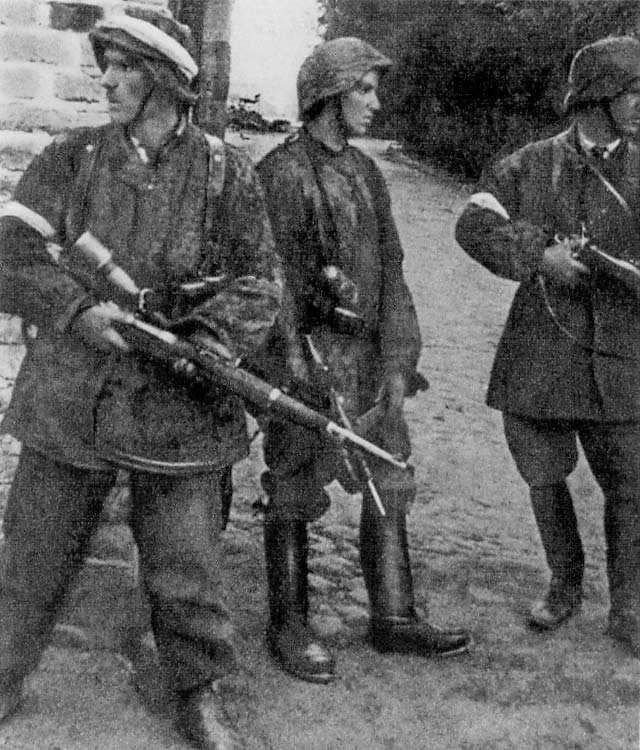
Rivolta di Varsavia, 5 agosto 1944 a Gęsiówka. Gli uomini sono vestiti con uniformi tedesche rubate equipaggiati con armi tedesche confiscate. Da sinistra: Wojciech Omyła "Wojtek", Juliusz Bogdan Deczkowski "Laudanski" e Tadeusz Milewski "Ćwik". Milewski fu ucciso lo stesso giorno. Omyla fu ucciso diversi giorni dopo, l'8 agosto 1944.